# Al Hali (huyện)
Huyện Al Hali là một huyện thuộc tỉnh Al Hudaydah, Yemen. Đến thời điểm năm 2003, huyện này có dân số 168071 người